# Lilla Mysingen, Östergötland
Lilla Mysingen är en sjö i Söderköpings kommun i Östergötland och ingår i Söderköpingsåns huvudavrinningsområde. Sjön har en area på 0,0451 kvadratkilometer och ligger 65,2 meter över havet.